# Rhodiola tibetica
Rhodiola tibetica är en fetbladsväxtart som först beskrevs av Joseph Dalton Hooker och Thoms., och fick sitt nu gällande namn av Fu. Rhodiola tibetica ingår i släktet rosenrötter, och familjen fetbladsväxter. Inga underarter finns listade i Catalogue of Life.